# Chloroclystis albescens
Chloroclystis albescens là một loài bướm đêm trong họ Geometridae.